# حركة الثورة الإسلامية
حركة الثورة الإسلامية (بالفارسية: نهضت انقلاب اسلامی) هي جماعة مجاهدين أفغان شيعية موالية لإيران انشقت عن الحركة الثورية الإسلامية السنية. وحظيت الحركة بثقة كبيرة من القيادة الإيرانية. وقد تم استخدامها لتوسيع نفوذ إيران على مجموعات المجاهدين الأفغان التابعة لسبعة بيشاور. بلغ عدد الوحدات القتالية حوالي 800 شخص. وكان زعيم الحركة ينسق أنشطته مع قائد الجماعة السنية "الجمعية الإسلامية الأفغانية" في ولاية هرات، إسماعيل خان. وكان مقرها الرئيسي يقع في مدينة مشهد الإيرانية. وفي عام 1987 انضمت إلى تحالف ثمانية طهران. وفي عام 1989، اندمجت مع مجموعات أخرى لتشكيل حزب الوحدة الإسلامية في أفغانستان.
وكان زعيم الحركة هو الشيخ نصر الله منصور.